# Elektrizitätswerk Bockenheim
Das ehemalige Elektrizitätswerk Bockenheim an der Voltastraße in Frankfurt-Bockenheim wurde 1892 von der Elektrizitäts-Aktien-Gesellschaft vorm. W. Lahmeyer & Co. erbaut. Es steht als Kulturdenkmal unter Denkmalschutz.

## Architektur und Geschichte
Das Elektrizitätswerk ist ein gelber Klinkerbau mit roten Lisenen und abgesetzten Blendbögen an der Kuhwaldstraße. Das E-Werk befindet sich hinter einer symmetrischen Giebelfassade an der Kuhwaldstraße, während sich das ehemalige Verwaltungsgebäude und die Kondensationsanlage mit ihrer turmartigen Ausführung an der Ohmstraße befinden.
Am 19. März 1891, noch vor der Internationalen Elektrotechnischen Ausstellung 1891, gründete Lahmeyer die Aktiengesellschaft für Bau und Betrieb elektrischer Anlagen. Der ursprünglich geplante Bau einer Kraftlichtzentrale im Gallusviertel westlich der Galluswarte kam wegen Verzögerungen im Genehmigungsverfahren nicht zustande, daher wich die Gesellschaft ins benachbarte Bockenheim aus. Das 1892 eröffnete Elektrizitätswerk an der Voltastraße lieferte Drehstrom für die Bockenheimer Industriebetriebe, namentlich Pokorny & Wittekind und Voigt & Haeffner. Außerdem versorgte es die Städtische Straßenbahn und Bockenheimer Haushalte mit Gleichstrom.
Zu diesem Zweck erhielt es in der Maschinenhalle vier Drehstrom-Synchrongeneratoren mit zusammen 1000 kW und sechs Gleichstrom-Dynamos mit 400 kW. Als Antrieb dienten vier Tandem-Compound-Dampfmaschinen mit zusammen 2250 PS Leistung.
Nach der Eingemeindung Bockenheims übernahm die Stadt Frankfurt am 1. Januar 1901 den Betrieb des Kraftwerks. 1919 wurde es erweitert. Bei den Luftangriffen auf Frankfurt im Zweiten Weltkrieg erlitt das Kraftwerk Schäden an der Fassade.
1948 endete der Kraftwerksbetrieb; das Gebäude wurde seitdem unter anderem als Werkstatt und Lagerhalle genutzt. In die Fassade wurden Öffnungen für Rolltore eingelassen. 1989 erwarb der Investor Bernd F. Lunkewitz das Objekt.

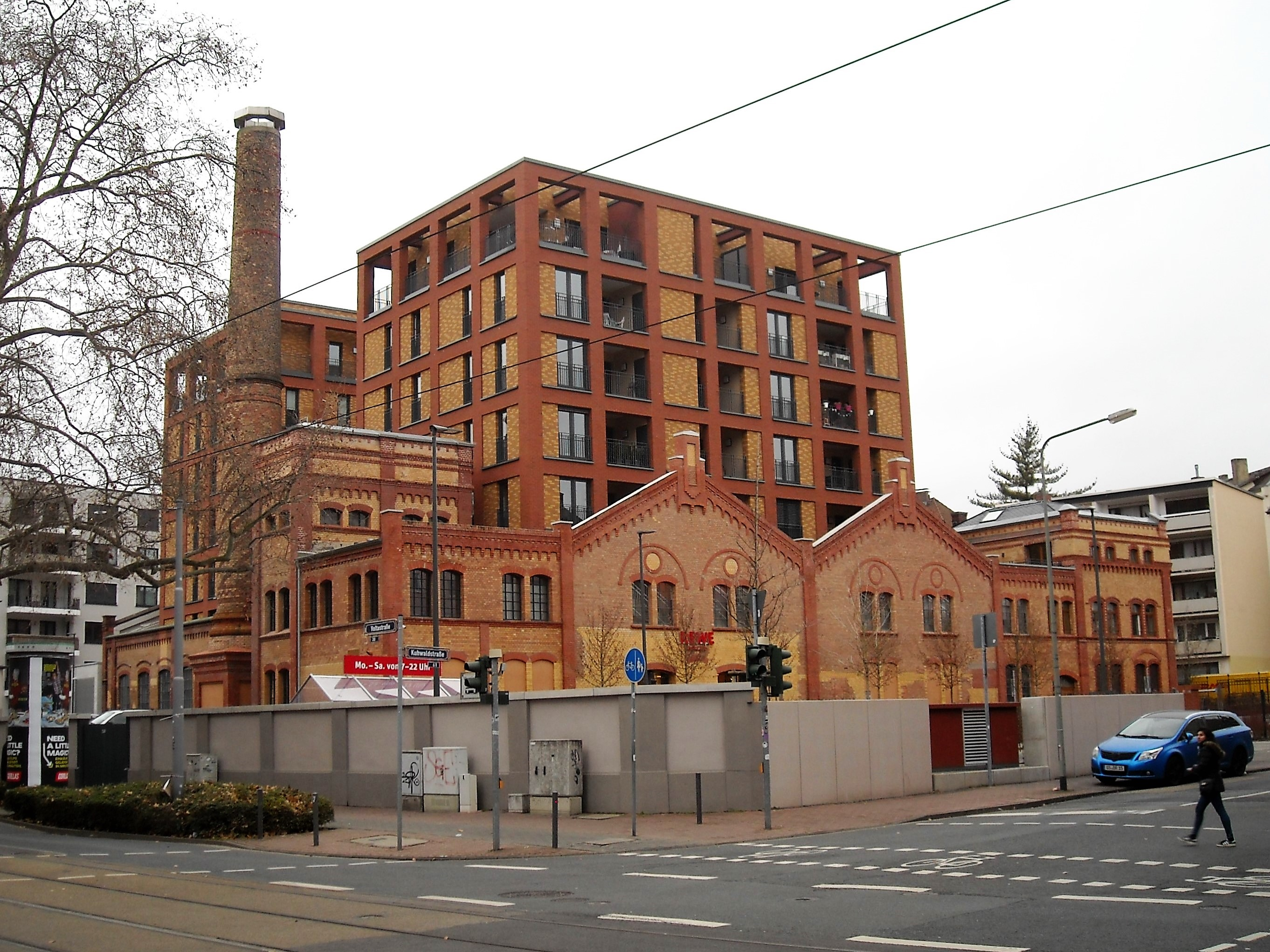
Gebäude im Jahr 2022, nach dem Umbau

2017 bis 2020 wurde das ehemalige Elektrizitätswerk zum Voltapark mit 34 Mietwohnungen und einem 1350 Quadratmeter großen, von Rewe bewirtschafteten Supermarkt umgebaut. Architekt ist Karl Dudler. Die markanten Türme, der Schornstein und die äußere Fassade blieben erhalten. 2019 veräußerte die Gesellschaft BFL Investment aus der Firmengruppe von Lunkewitz die Immobilie an die Frankfurter Volksbank. Diese übernahm das Objekt im November 2020.